# Berliner Brot

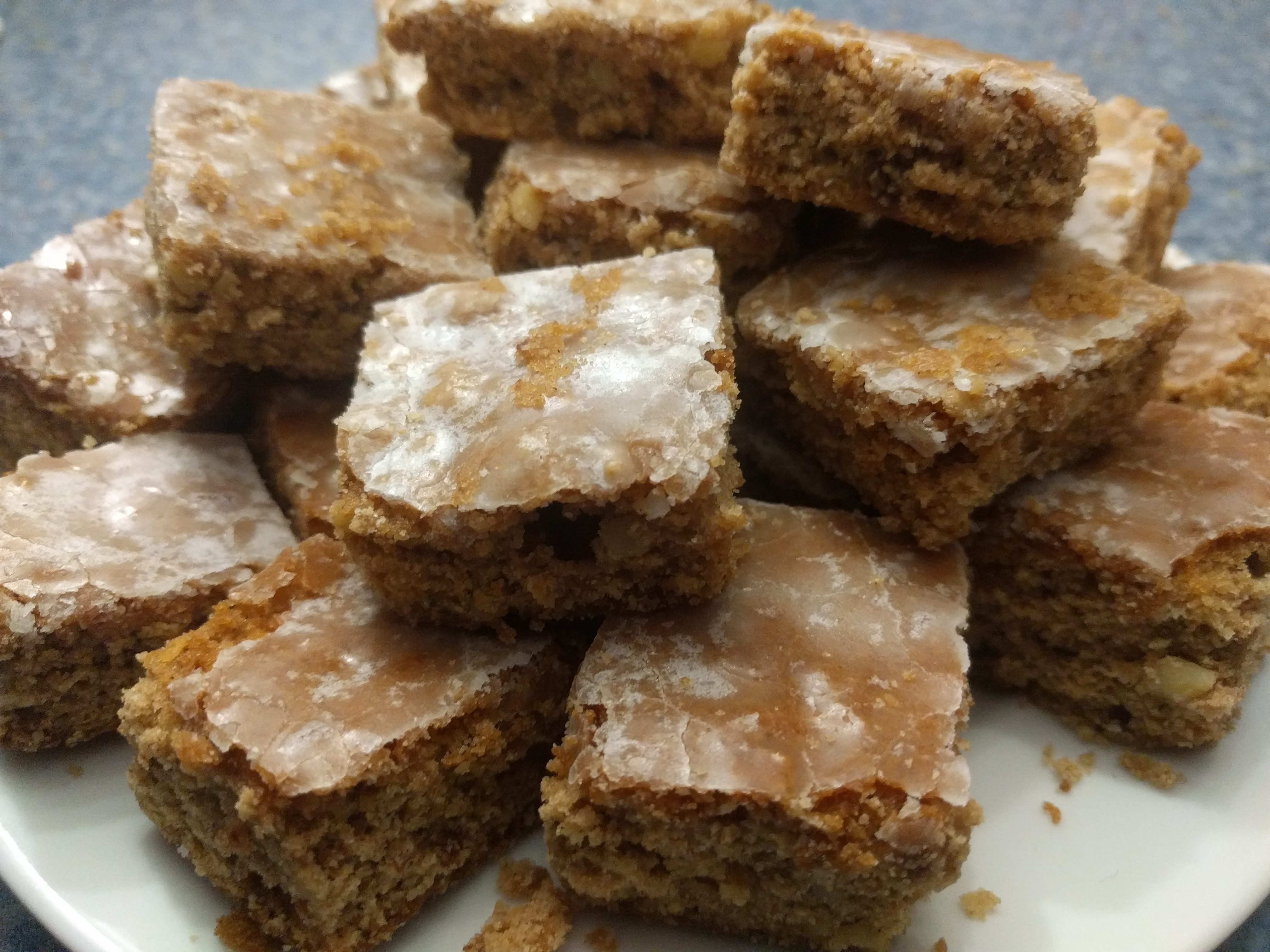
Berliner Brot auf einem Teller

Das Berliner Brot ist ein Weihnachtsgebäck, das im Bergischen Land seinen Ursprung hat. Es gibt verschiedene Varianten von Berliner Brot. Unter einen Teig, der in der Konsistenz einem Lebkuchenteig ähnelt und dem Zuckerrübensirup, Kakao oder Schokolade eine sehr dunkle Farbe verleihen, werden geröstete Haselnüsse oder Mandeln gemengt.
Der Sirup wird in modernen Rezepten häufig durch Farinzucker ersetzt, was die Farbe und den Geschmack verändert. Der Teig wird auf einem Backblech gebacken und noch heiß in schmale Streifen geschnitten. 

## Aufbewahrung
Nach dem Abkühlen wird das Gebäck sehr hart, wenn es nicht noch lauwarm luftdicht verpackt wird. Durch das Aufbewahren in Blechdosen oder anderen geschlossenen Behältnissen wird es jedoch nach wenigen Tagen mürbe. Berliner Brot kann einige Wochen aufbewahrt werden.